# Постельное (озеро)
Постельное — пресноводное озеро на территории Плотинского сельского поселения Лоухского района Республики Карелии.

## Общие сведения
Площадь озера — 2,1 км², площадь водосборного бассейна — 16,6 км². Располагается на высоте 55,2 метров над уровнем моря.
Форма озера лопастная, продолговатая: оно более чем на пять километров вытянуто с запада на восток. Берега изрезанные, каменисто-песчаные, преимущественно возвышенные, местами заболоченные.
Из северного залива озера вытекает безымянный водоток, который двумя рукавами впадает в озеро Верхнее Попово и реку без названия, протекающую через озёра Верхнее Попово, Среднее Попово и Нижнее Попово и впадающую в Белое море.
В озере расположено не менее четырёх небольших безымянных островов различной площади.
Код объекта в государственном водном реестре — 02020000711102000002682.